# Grijs gietijzer

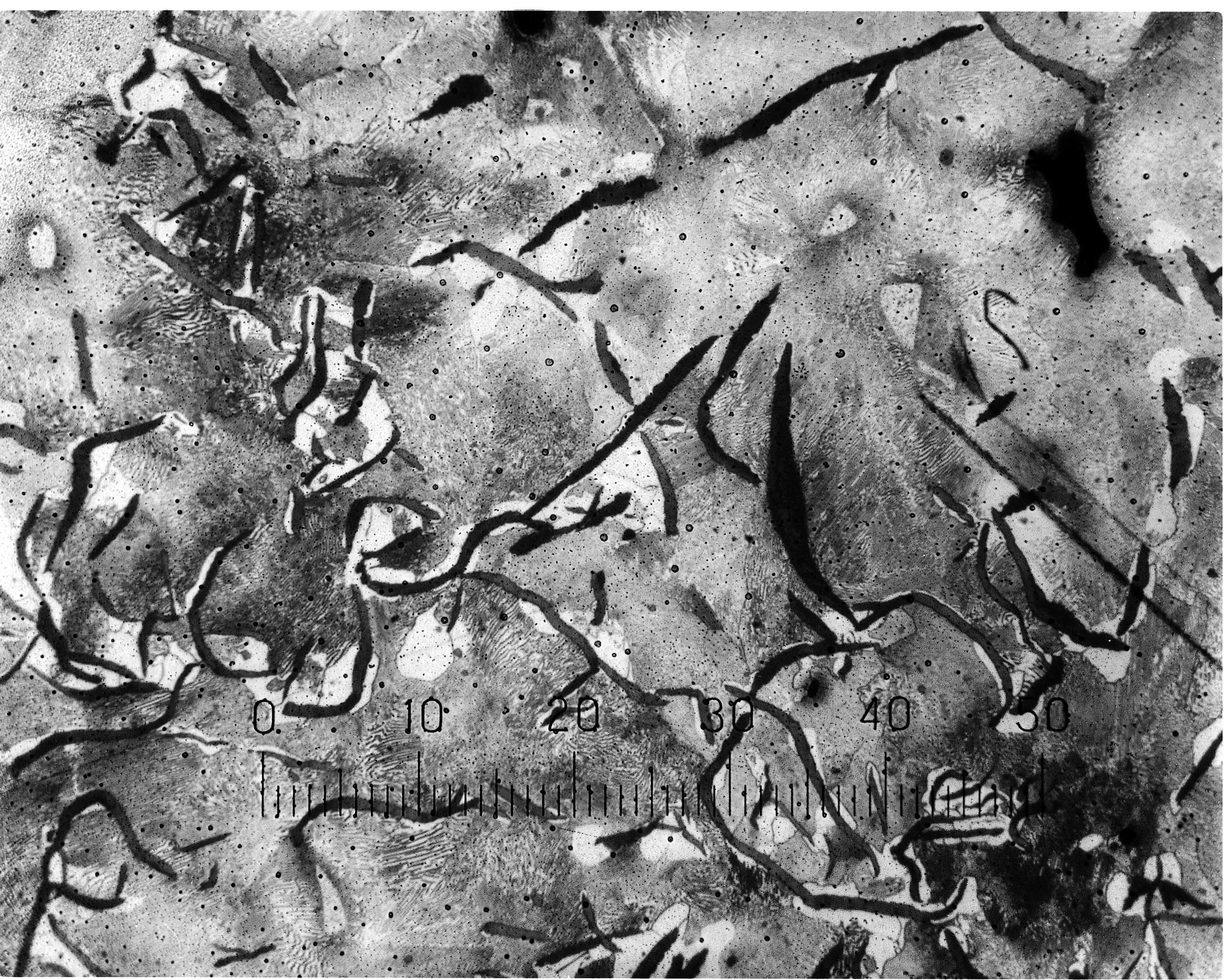
Microstructuur van grijs gietijzer met de grafiet aanwezig in vlok-vormige lamellae.

Grijs gietijzer of lamellair gietijzer (GJL) is een gietijzersoort waarbij de vrije, ongebonden koolstof (grafiet, C) in de vorm van lamellae aanwezig is in de microstructuur van het gestolde gietijzer. De afkorting GJL staat voor G = Giet, J = IJzer, L = lamellair-vormig.
Grijs gietijzer is het meest gewone gietijzer.
De treksterkte van dit materiaal is minimaal en een rek is nauwelijks aanwezig. Het materiaal is wel zeer slijtvast en is goed bestand tegen druk.
Een zeer positieve eigenschap van dit materiaal in tegenstelling tot het nodulaire gietijzer is dat het geluidsdempend werkt.
Vroeger werd het veelal gebruikt voor het vervaardigen van potkachels maar wordt inmiddels op grote schaal toegepast in een industriële omgeving.
| Legering                     | %Fe | %C        | %Si   | %Mn     | %S | %P |
| ---------------------------- | --- | --------- | ----- | ------- | -- | -- |
| Grijs of lamellair gietijzer | 95  | 2,8 – 3,8 | 1 – 3 | 0,3 – 1 |    |    |

## Gradering van grijs gietijzer (handelsnaam vlgs. DIN)
| Basissymbool         | Voorbeeld | Omschrijving                                                           |
| -------------------- | --------- | ---------------------------------------------------------------------- |
| GG (grijs gietijzer) | GG        | grijs gietijzer (lamellair) waaraan geen beproevingseisen zijn gesteld |
| ---                  | GG 20     | grijs gietijzer (lamellair) met een minimum treksterkte van 0,2 kN/mm2 |
| ---                  | GG 30     | grijs gietijzer (lamellair) met een minimum treksterkte van 0,3 kN/mm2 |